# مسجد الأنوار
مسجد أو جامع الأنوار أو الأمغارات أو الأشياخ كان أقدم مسجد في مدينة فاس بالمغرب. أسس إدريس الأول الجامع في أوائل القرن التاسع حين أسس المدينة. ويقع المسجد شمال شرق جامع الأندلس والذي يعتبر المسجد الرئيسي في المنطقة.

## التاريخ
كان الجامع أول مسجد أسسه إدريس الأول سنة 808 عندما أسس المدينة القديمة بفاس. ويقع في ما يعرف الآن بحي أو عدوة الأندلس في الضفة اليمنى لوادي فاس. لم يكن للجامع مئذنة ولا بناءا يظهره بشكل خاص.
أخد مسجد الأندلس مكان الجامع والذي تأسس بالقرب منه في 859-860 وسرعان ما أصبح المسجد الرئيسي للأدارسة. وبأمر من حامد بن حمدان الحمداني والذي كان الحاكم الفاطمي في فاس عام 933، تم نقل خطبة الجمعة من مسجد الشيوخ إلى المسجد الأندلسي ، مما أدى إلى تراجع أهمية الجامع. وتم في الوقت نفسه نقل الخطبة من مسجد الشريف أو الزاوية إدريس الثاني إلى مسجد القرويين. 

## التسمية
بايع شيوخ القبائل الأمازيغية إدريس الأول خلال اجتماعاتهم معه بجوار البئر الذي تم بناء المسجد بالقرب منه. وكان اسم الأنوار هو اللقب الذي يطلق أحيانًا على إدريس الأول ولهذا السبب اتخذ المسجد أيضًا هذا الاسم.

## الآثار
استعمل مسجد الشيوخ في القرون اللاحقة كمكان صغير للصلاة وتم تغيير بناءه بشكل كبير من خلال الإصلاحات.  لا يزال هيكل الجامع قائماً في موقعه اليوم ولكن لم يبق سوى آثار للمسجد الأصلي.